# تمثیل پنجره شکسته

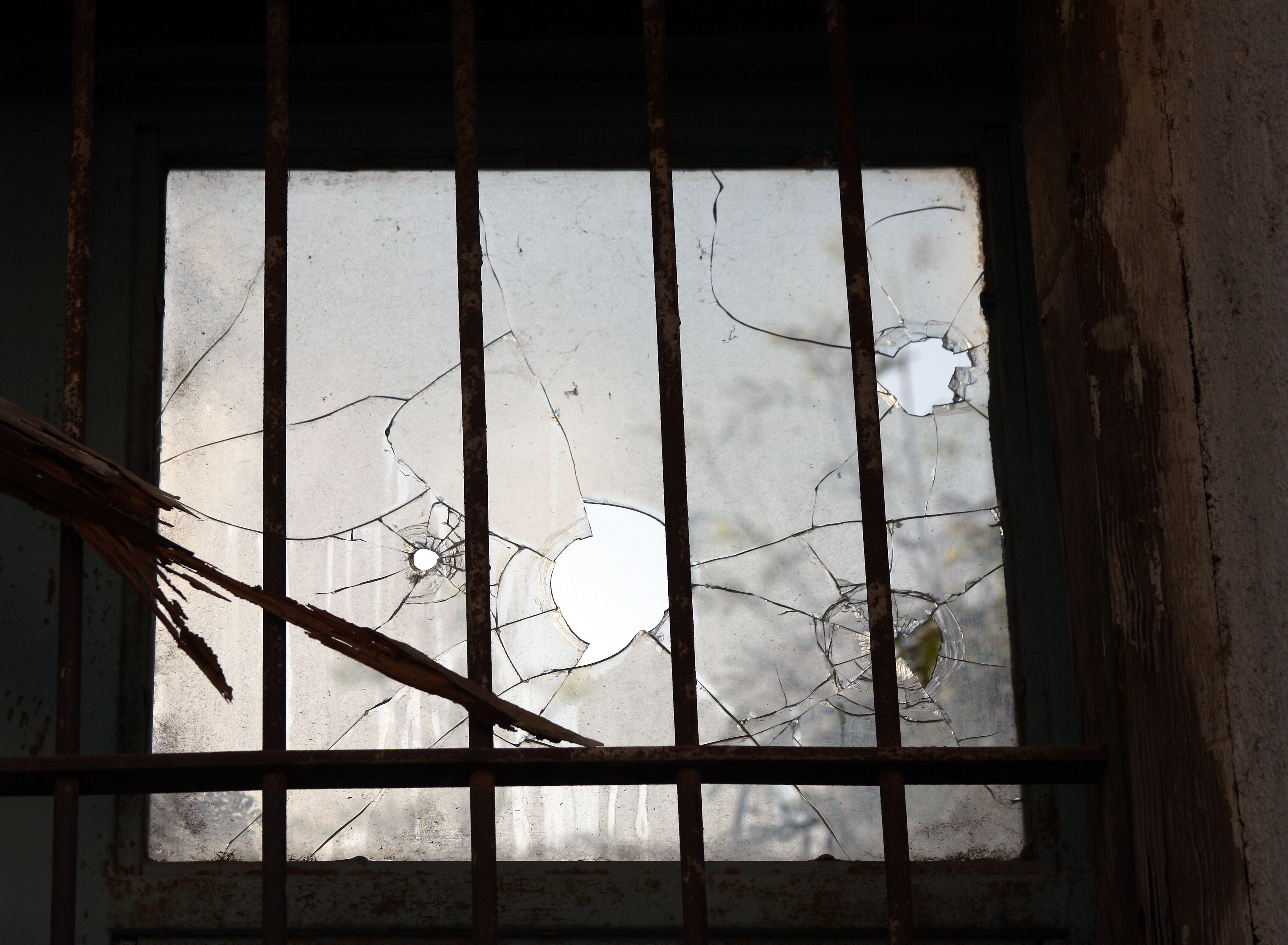
وقتی کودکی به‌طور تصادفی پنجره‌ای را می‌شکند و سپس باید آن را تعویض کرد، آیا این حادثه به دلیل فعالیت اقتصادی تعمیر و تعویض پنجره، برای جامعه مفید است؟

تمثیل «پنجره شکسته» توسط اقتصاددان فرانسوی، فردریک باستیا، در مقاله‌ای در سال ۱۸۵۰ با عنوان «آنچه دیده می‌شود و آنچه دیده نمی‌شود» (Ce qu'on voit et ce qu'on ne voit pas) معرفی شد تا نشان دهد چرا تخریب و پولی که صرف جبران خسارت ناشی از تخریب می‌شود در واقع سود خالصی برای جامعه به همراه ندارد.
این تمثیل تلاش دارد نشان دهد که چگونه هزینه‌های فرصت و همچنین قانون پیامدهای ناخواسته، بر فعالیت‌های اقتصادی تأثیر می‌گذارند؛ تأثیراتی که اغلب نادیده گرفته می‌شوند یا دیده نمی‌شوند. باور به اینکه تخریب برای اقتصاد مفید است، به همین دلیل به عنوان مغالطه پنجره شکسته یا مغالطه شیشه‌بر شناخته می‌شود.

## تمثیل
تمثیل اصلی «پنجره شکسته» از فردریک باستیا در کتاب «آنچه دیده می‌شود و آنچه دیده نمی‌شود» (۱۸۵۰):
آیا تا به حال شاهد خشم جیمز گودفلو، مغازه‌دار محترم، بوده‌اید زمانی که پسر بی‌احتیاطش شیشه‌ای را می‌شکند؟ اگر در چنین موقعیتی حضور داشته‌اید، بی‌شک تصدیق می‌کنید که هر یک از تماشاگران – حتی اگر سی نفری باشند – به‌طور ضمنی و با یک توافق نانوشته، به صاحب بدشانس این دل‌داری همیشگی را می‌دهند: «هیچ بادی نیست که به سود کسی نوزد. همه باید زندگی کنند، و اگر هیچ‌وقت شیشه‌ای شکسته نشود، شیشه‌برها چه کنند؟»
همین دل‌داری، در واقع حاوی یک نظریه کامل اقتصادی است که بهتر است آن را در همین مثال ساده بررسی کنیم؛ چرا که دقیقاً همین نظریه است که متأسفانه بر بخش بزرگی از نهادهای اقتصادی ما حاکم است.
فرض کنید تعمیر این خسارت شش فرانک هزینه داشته باشد و شما بگویید که این اتفاق باعث شده شش فرانک به دست شیشه‌بر برسد – یعنی به اندازه شش فرانک این حرفه را رونق داده است – من با شما موافقم؛ هیچ ایرادی به استدلال شما وارد نیست؛ کاملاً منطقی صحبت می‌کنید. شیشه‌بر می‌آید، کارش را انجام می‌دهد، شش فرانک دریافت می‌کند، دست‌هایش را با رضایت به هم می‌مالد و در دل، کودک بی‌احتیاط را دعا می‌کند. همه این‌ها همان چیزهایی است که «دیده می‌شود».
اما اگر از سوی دیگر، به این نتیجه برسید – که متأسفانه خیلی وقت‌ها هم همین‌طور می‌شود – که شکستن پنجره‌ها چیز خوبی است، چون باعث گردش پول می‌شود و موجب رونق صنعت خواهد شد، آن‌گاه ناچارم فریاد بزنم: «همین‌جا بایست! نظریه شما محدود به آن چیزی است که دیده می‌شود؛ و هیچ توجهی به آنچه دیده نمی‌شود ندارد.»

دیده نمی‌شود که چون مغازه‌دار ما شش فرانک را صرف یک چیز کرده، دیگر نمی‌تواند آن را صرف چیز دیگری کند. دیده نمی‌شود که اگر مجبور به تعویض پنجره نمی‌شد، شاید کفش‌های کهنه‌اش را عوض می‌کرد، یا کتابی به کتابخانه‌اش اضافه می‌نمود. به‌طور خلاصه، او آن شش فرانک را به شکلی دیگر خرج می‌کرد؛ چیزی که این حادثه مانع آن شد.

## تفاسیر و شواهد

### استدلال باستیا
فرض کنید مشخص شود که آن پسر بچه در واقع توسط شیشه‌بر استخدام شده بوده و به ازای هر پنجره‌ای که می‌شکند، یک فرانک دریافت می‌کرده است. ناگهان همان عمل به عنوان دزدی تلقی می‌شود: شیشه‌بر با شکستن پنجره‌ها مردم را مجبور می‌کرده که از خدمات او استفاده کنند. با این حال، واقعیت‌هایی که تماشاگران مشاهده کرده‌اند همچنان درست است: شیشه‌بر از این ماجرا سود می‌برد، اما به بهای زیان نانوا، خیاط و دیگران.
باستیا استدلال می‌کند که جامعه فعالیت‌هایی را تأیید می‌کند که از نظر اخلاقی معادل همان کاری است که شیشه‌بر با استخدام پسربچه برای شکستن پنجره‌ها انجام داده است:
از این‌جاست که به نتیجه‌ای غیرمنتظره می‌رسیم: «جامعه ارزش چیزهایی را که بیهوده نابود می‌شوند، از دست می‌دهد»؛ و باید با اصلی موافقت کنیم که مو بر تن حمایت‌گرایان سیخ خواهد کرد – شکستن، خراب کردن، هدر دادن، به معنای حمایت از کار ملی نیست؛ یا به‌طور خلاصه: «تخریب سود نیست.»

چه می‌گویید، Moniteur Industriel؟ چه می‌گویید، شاگردان آقای محترم اف. شامن، کسی که با دقتی تمام محاسبه کرده بود که آتش‌سوزی پاریس چه اندازه برای تجارت سود خواهد داشت، بر اساس تعداد خانه‌هایی که باید دوباره ساخته شوند؟
باستیا دربارهٔ تولید صحبت نمی‌کند – او دربارهٔ ذخیره ثروت سخن می‌گوید. به بیان دیگر، باستیا تنها به اثرات فوری نمی‌نگرد، بلکه به پیامدهای بلندمدت شکستن پنجره توجه دارد. او پیامدهای این اتفاق را نه فقط برای یک گروه خاص، بلکه برای کل جامعه در نظر می‌گیرد.
نظریه‌پردازان مکتب اتریش به این مغالطه اشاره می‌کنند و می‌گویند که این نوع تفکر در بین مردم رایج است. اقتصاددان آمریکایی قرن بیستم، هنری هزلیت، فصلی از کتاب خود به نام اقتصاد در یک درس را به این مغالطه اختصاص داده است.

### هزینه بلایای طبیعی
سناریوی «پنجره شکسته» به عنوان تمثیلی برای ویرانی ناشی از بلایای طبیعی به کار می‌رود. بلایا فعالیت‌های اقتصادی را مختل می‌کنند. آثار اقتصادی بلایای طبیعی متنوع و گوناگون است.

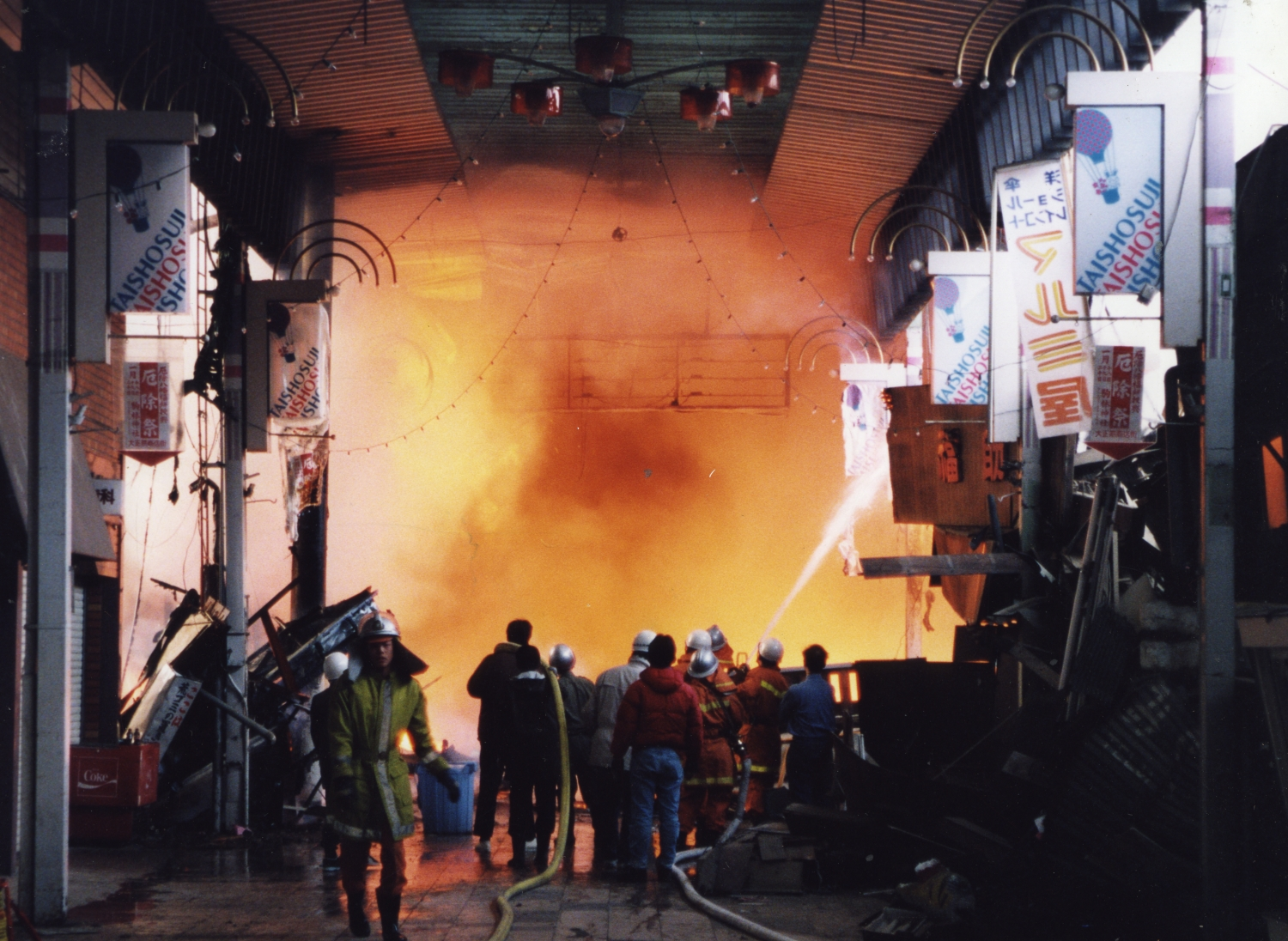
آتش‌نشانان در حال عملیات در بازار تایشو-سوجی در کوبه، ژاپن، پس از زمین‌لرزه سال ۱۹۹۵

کشورها در صورتی بیشتر احتمال دارد که پس از یک بلای طبیعی دچار کاهش تولید ناخالص داخلی شوند که نرخ بیکاری بالاتری داشته باشند، فقر گسترده‌تر باشد، دولت‌ها و نهادهای محلی و ملی کارآمدی کمتری داشته باشند، و پیوندهای اقتصادی و دیپلماتیک ضعیف‌تری با دیگر کشورها برقرار کرده باشند. در مقابل، کشورهایی که نیروی کار ماهر خود را حفظ کرده‌اند و توانایی بسیج منابع برای بازسازی را دارند – از جمله منابع خارج از منطقه بلازده – بیشتر احتمال دارد که تولید ناخالص داخلی آنها افزایش یابد و سریع‌تر بهبود یابند. از یک سو، بهبودی سریع به پرداخت فوری بیمه و کمک‌های مالی نسبت داده شده است، مانند مقایسه موردی بین طوفان اندرو و طوفان کاترینا. از سوی دیگر، بازیابی کند را به رفتارهای فرصت‌طلبانه نسبت داده‌اند؛ جایی که افرادی که کمتر آسیب دیده‌اند، از آسیب‌دیدگان بیشتر بهره‌کشی می‌کنند.
مناطق با تجربه بلایای مکرر معمولاً در مهارت‌آموزی و آموزش سرمایه‌گذاری بیشتری می‌کنند (شاید به این دلیل که سرمایه‌گذاری در آموزش را به سرمایه‌گذاری پرریسک در زیرساخت‌هایی که ممکن است دوباره تخریب شوند، ترجیح می‌دهند) و اغلب بهره‌وری کل عوامل تولید بالاتری دارند (احتمالاً به این دلیل که زیرساخت‌های تخریب‌شده با زیرساخت‌های بهتر جایگزین می‌شوند؛ مانند آتش‌سوزی بزرگ لندن). این گرایش‌ها می‌توانند در تئوری منجر به مزایای اقتصادی بلندمدت شوند (که ممکن است باعث رشد تولید ناخالص داخلی گردد).

برخی شواهد نشان می‌دهد که بلایای زمین‌شناسی در بلندمدت آسیب اقتصادی بیشتری نسبت به بلایای اقلیمی وارد می‌کنند. بلایای زمین‌شناسی مانند زمین‌لغزش‌ها و زمین‌لرزه‌ها هشدار کمی دارند و تلفات انسانی بالایی دارند. در مقابل، بلایای اقلیمی مانند طوفان‌ها معمولاً در بازه زمانی ساعاتی تا چند روز پیش‌بینی‌پذیرتر هستند و تلفات انسانی کمتری دارند. چنین هشدارهایی می‌توانند جان انسان‌ها را نجات دهند، اما قادر به حفظ اموال غیرقابل‌انتقال نیستند. این مسئله نشان می‌دهد که از دست رفتن جان انسان‌ها آسیب اقتصادی ماندگارتری دارد، در حالی که تخریب سرمایه فیزیکی به اندازه آن برای رشد تولید ناخالص داخلی زیان‌بار نیست.
«هر مقدار سرمایه فیزیکی را که می‌خواهید نابود کنید، اما تنها کافی است تعداد بحرانی‌ای از انسان‌های آگاه باقی بمانند که ذهن‌هایشان فرهنگ و فناوری یک اقتصاد پویا را در خود دارد، آن‌گاه سرمایه فیزیکی تقریباً به‌صورت خودجوش دوباره پدیدار خواهد شد.» — جورج هوروویچ، دانشگاه پردو
حتی در بلایایی که آسیب جسمی کمی دارند، بخش بزرگی از هزینه‌های اقتصادی ممکن است ناشی از آثار بهداشت عمومی باشد (تقریباً یک‌دهم، در مورد سیل‌های تابستان ۲۰۰۷ در بریتانیا). اختلال در آموزش کودکان نیز هزینه‌های اقتصادی قابل توجهی دارد. مشکلات سلامت روان ممکن است در اثر اضطراب و رنج ناشی از بلایا آغاز یا تشدید شود. توصیه‌های بهداشتی برای کاهش فشارهای روانی-اجتماعی در هنگام بلایا ارائه شده است. اگرچه هزینه‌های بهداشت عمومی ممکن است به فعالیت اقتصادی و رشد تولید ناخالص داخلی بیفزاید، اما افزایش تقاضا برای خدمات پزشکی یا آموزشی به‌ندرت به عنوان امری مثبت تلقی می‌شود.

### هزینه فرصت جنگ

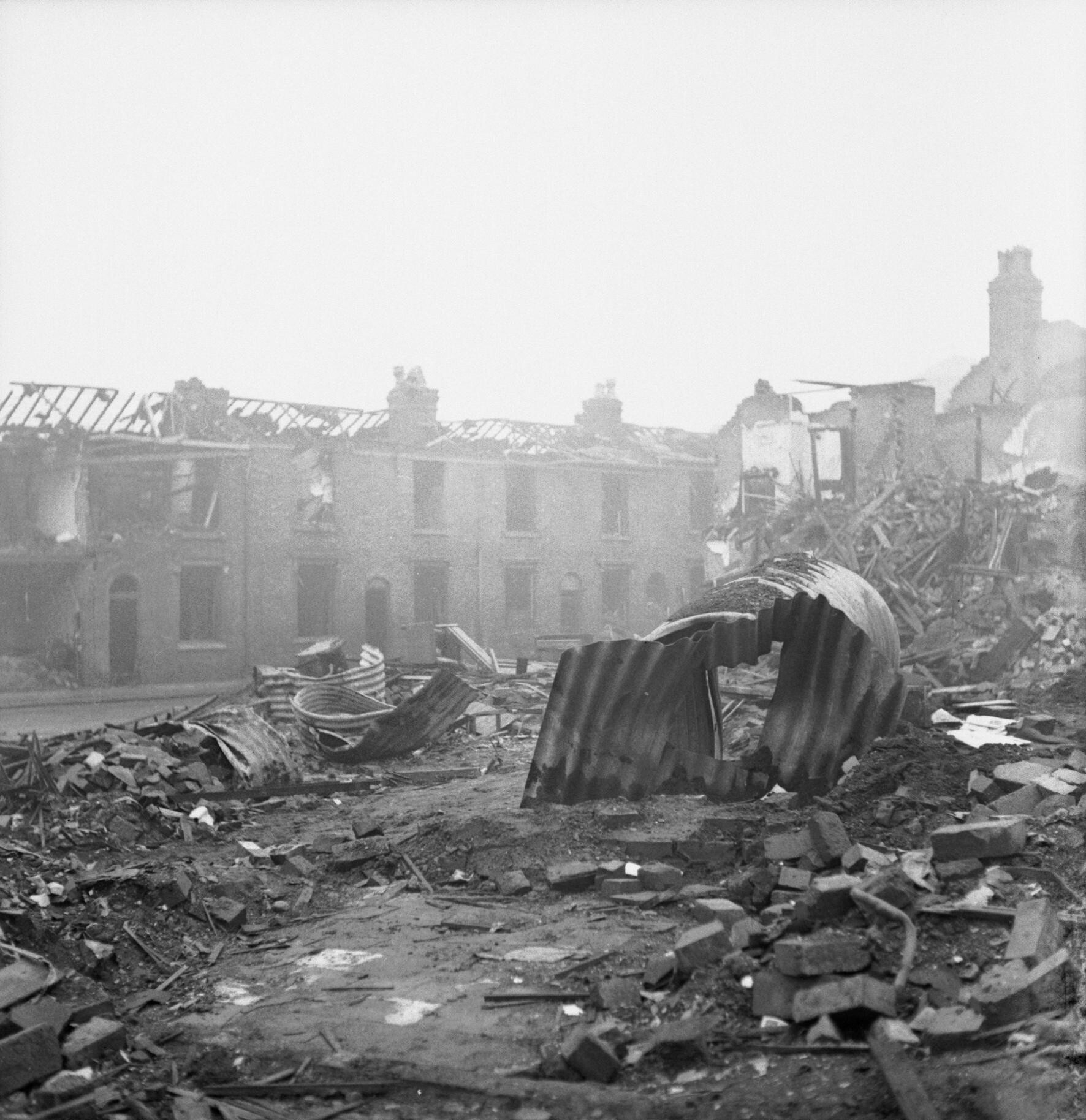
خسارات ناشی از بمب‌گذاری در یک منطقه صنعتی که تا حدودی پاکسازی شده است. ساختمان‌های بی‌سقف، خانه هستند. فلز موج‌دار جلوی توده آجرها و الوارهای قاب‌بندی، بقایای چندین پناهگاه حمله هوایی است.

گاه‌به‌گاه این استدلال مطرح شده که جنگ به جامعه سود می‌رساند و اینکه «جنگ برای اقتصاد خوب است». گونه‌ای از این استدلال می‌گوید که اگرچه نمی‌توان جنگ را به‌درستی سودمند نامید، اما گاهی می‌تواند برخی منافع اقتصادی به همراه داشته باشد. با این حال، این باور اغلب به‌عنوان نمونه‌ای از مغالطه پنجره شکسته مطرح می‌شود. پولی که صرف تلاش‌های جنگی (یا هزینه‌های دفاعی در زمان صلح) می‌شود، پولی است که دیگر نمی‌تواند صرف غذا، پوشاک، بهداشت یا بخش‌های دیگر اقتصاد شود. تحریک اقتصادی در یک بخش، با هزینه مستقیم – اما پنهانی – برای سایر بخش‌ها (از طریق فرصت‌های تولیدی که از بین می‌رود) همراه است
خود باستیا نیز در فصل دوم کتاب آنچه دیده می‌شود و آنچه دیده نمی‌شود با عنوان «مرخص کردن سربازان» با این ادعا که استخدام مردان به‌عنوان سرباز ذاتاً به سود اقتصاد است، مخالفت می‌کند.
به گفته هنری هزلیت:
هیچ‌گاه سودی در این نیست که کارخانه‌های یک کشور توسط خمپاره یا بمب نابود شوند، مگر آنکه آن کارخانه‌ها پیش از آن بی‌ارزش یا حتی دارای ارزش منفی شده باشند، به دلیل استهلاک یا کهنگی. … تجهیزات و کارخانه‌ها را نمی‌توان جایگزین کرد، مگر اینکه فرد (یا دولت سوسیالیستی) سرمایه و پس‌اندازی برای این جایگزینی داشته باشد یا بتواند به دست آورد. اما جنگ، سرمایه انباشته‌شده را نابود می‌کند. … پیچیدگی‌ها نباید ما را از درک این حقیقت اساسی بازدارند که تخریب بی‌هدف هر چیز باارزشی همواره یک زیان خالص، یک بدبختی یا فاجعه است، و هرچند ممکن است در موارد خاص نکات مثبتی در نظر گرفته شود، اما در مجموع، هرگز نمی‌توان آن را موهبت یا برکت دانست.